# 萨菲耶·阿里
萨菲耶·阿里（Safiye Ali，1894年2月2日—1952年7月5日）是一位土耳其女医生，也是土耳其共和国第一位女医生以及第一位教授醫學的女性教育工作者。她毕业于伊斯坦布尔的罗伯特学院，她曾在巴尔干战争、第一次世界大战和土耳其獨立戰爭中參與救治傷兵。1916年，萨菲耶·阿里前往德国学习医学，1923年，萨菲耶·阿里在伊斯坦布尔开设诊所。